# Erigone sagicola
Erigone sagicola là một loài nhện trong họ Linyphiidae.
Loài này thuộc chi Erigone. Erigone sagicola được Dönitz & Embrik Strand miêu tả năm 1906.